# Федонюк, Константин Евгеньевич

К. Федонюк

Константин Евгеньевич Федоню́к (укр. Костянтин Євгенович Федонюк; 21 августа 1925, с. Ярославец Хрубешувский повят Люблинского воеводства, Польши — 20 ноября 1972, Львов, Украина) — украинский советский правовед, педагог, кандидат юридических наук (с 1953).

## Биография
В 1950 году окончил юридический факультет Львовского университета. В 1967—1972 заведовал кафедрой государственного и административного права альма матер, одновременно с 1971 по 1972 — декан юридического факультета университета.
Научные интересы — проблемы государственного права, организация деятельности органов местного самоуправления, правовой статус депутатов местных советов.
Избранные труды
- Постоянные комиссии местных советов депутатов трудящихся (1955),
- Депутат сельского совета. Его права и обязанности (1955, 1957),
- Деятельность районных советов депутатов трудящихся в области народного образования и культурно -просветительной работы (1958) ,
- Депутат сельского, поселкового совета (1958),
- Организационно-массовая деятельность местных советов депутатов трудящихся Украинской ССР (1961, в соавт.)